# Teoria moderna de carteres
La teoria moderna de carteres o anàlisi de la variància mitjana, és un marc matemàtic per construir una cartera d'actius de manera que la rendibilitat esperada es maximitzi per a un determinat nivell de risc. Es tracta d'una formalització i extensió de la diversificació en la inversió, la idea que posseir diferents tipus d'actius financers és menys arriscat que posseir-ne només d'un tipus. La seva visió clau és que el risc i la rendibilitat d'un actiu no s'han d'avaluar per si sols, sinó per la forma en què contribueix al risc i al retorn global d'una cartera. Utilitza la variància dels preus dels actius com a substitut del risc.
L'economista Harry Markowitz va presentar la teoria moderna de carteres en un assaig de 1952, pel qual més tard va ser guardonat amb el Premi Nobel d'Economia.

## Model matemàtic

### Risc i rendibilitat esperada
La teoria moderna de carteres assumeix que els inversors tenen aversió al risc, és a dir, que tenint en compte dues carteres que ofereixen el mateix rendiment esperat, els inversors preferiran la menys arriscada. Per tant, un inversor assumirà un risc més gran només si es compensa amb rendibilitats esperades més altes. Per contra, un inversor que vulgui rendibilitats esperades més elevades ha d'acceptar més riscos. La compensació exacta no serà la mateixa per a tots els inversors. Diferents inversors avaluaran la compensació de manera diferent en funció de les característiques individuals d'aversió al risc. La implicació és que un inversor racional no invertirà en una cartera si existeix una segona cartera amb un perfil rendiment-risc esperat més favorable, és a dir, si per a aquest nivell de risc existeix una cartera alternativa que tingui millors rendiments esperats.
Sota aquest model:
- La rendibilitat de la cartera és la combinació ponderada de la rendibilitat dels actius constituents.
- La volatilitat de la cartera és una funció de les correlacions ρij dels actius que la componen, per a tots els parells d'actius (i, j).

En general:
- Rendiment esperat:

{\displaystyle \operatorname {E} (R_{p})=\sum _{i}w_{i}\operatorname {E} (R_{i})\quad }
on {\displaystyle R_{p}} és el rendiment de la cartera, {\displaystyle R_{i}} és el rendiment de l'actiu i i {\displaystyle w_{i}} és el pes específic de l'actiu {\displaystyle i} (és a dir, la proporció de l'actiu "i" a la cartera).
- Variància del rendiment de la cartera:

{\displaystyle \sigma _{p}^{2}=\sum _{i}w_{i}^{2}\sigma _{i}^{2}+\sum _{i}\sum _{j\neq i}w_{i}w_{j}\sigma _{i}\sigma _{j}\rho _{ij}},
on {\displaystyle \sigma } és la desviació estàndard dels rendiments periòdics en un actiu, i {\displaystyle \rho _{ij}} és el coeficient de correlació entre els rendiments dels actius i i j. De forma alternativa, l'expressió es pot escriure com:
{\displaystyle \sigma _{p}^{2}=\sum _{i}\sum _{j}w_{i}w_{j}\sigma _{i}\sigma _{j}\rho _{ij}},
on {\displaystyle \rho _{ij}=1} per {\displaystyle i=j}, o
{\displaystyle \sigma _{p}^{2}=\sum _{i}\sum _{j}w_{i}w_{j}\sigma _{ij}},
on {\displaystyle \sigma _{ij}=\sigma _{i}\sigma _{j}\rho _{ij}} és la covariància dels rendiments periòdics en els dos actius, o també expressat com {\displaystyle \sigma (i,j)}, {\displaystyle cov_{ij}} o {\displaystyle cov(i,j)}.
- Volatilitat del rendiment de la cartera (desviació estàndard):

{\displaystyle \sigma _{p}={\sqrt {\sigma _{p}^{2}}}}
Per una cartera de dos actius:
- Rendiment de la cartera: {\displaystyle \operatorname {E} (R_{p})=w_{A}\operatorname {E} (R_{A})+w_{B}\operatorname {E} (R_{B})=w_{A}\operatorname {E} (R_{A})+(1-w_{A})\operatorname {E} (R_{B}).}
- Variància de la cartera: {\displaystyle \sigma _{p}^{2}=w_{A}^{2}\sigma _{A}^{2}+w_{B}^{2}\sigma _{B}^{2}+2w_{A}w_{B}\sigma _{A}\sigma _{B}\rho _{AB}}

Per una cartera de tres actius:
- Rendiment de la cartera: {\displaystyle \operatorname {E} (R_{p})=w_{A}\operatorname {E} (R_{A})+w_{B}\operatorname {E} (R_{B})+w_{C}\operatorname {E} (R_{C})}
- Variància de la cartera: {\displaystyle \sigma _{p}^{2}=w_{A}^{2}\sigma _{A}^{2}+w_{B}^{2}\sigma _{B}^{2}+w_{C}^{2}\sigma _{C}^{2}+2w_{A}w_{B}\sigma _{A}\sigma _{B}\rho _{AB}+2w_{A}w_{C}\sigma _{A}\sigma _{C}\rho _{AC}+2w_{B}w_{C}\sigma _{B}\sigma _{C}\rho _{BC}}

### Diversificació
Un inversor pot reduir el risc de cartera simplement mantenint combinacions d'instruments que no estan perfectament correlacionats positivament (coeficient de correlació {\displaystyle -1\leq \rho _{ij}<1}). En altres paraules, els inversors poden reduir la seva exposició al risc d'actius individuals mantenint una cartera diversificada d'actius. La diversificació pot permetre la mateixa rendibilitat esperada de la cartera amb un risc reduït. El marc de la variància mitjana per construir carteres d'inversió òptimes va ser proposat per primera vegada per Markowitz i des de llavors ha estat reforçat i millorat per altres economistes i matemàtics que van anar explicant les limitacions del marc.
Si tots els parells d'actius tenen correlacions de 0 (estan perfectament no correlacionats), la variància del rendiment de la cartera és la suma sobre tots els actius del quadrat del pes de l'actiu multiplicat per la variància de rendiment de l'actiu (i la desviació estàndard de la cartera és l'arrel quadrada d'aquesta suma).
Si tots els parells d'actius tenen correlacions d'1 (estan perfectament correlacionades positivament), la desviació estàndard de la rendibilitat de la cartera és la suma de les desviacions estàndard del rendiment dels actius ponderades pel pes fraccionari a la cartera. Per a unes ponderacions de la cartera i desviacions estàndard dels rendiments d'actius donats, el cas de totes les correlacions igual a 1 dona la desviació estàndard més alta possible del rendiment de la cartera.

### Frontera eficient sense cap actiu lliure de riscos

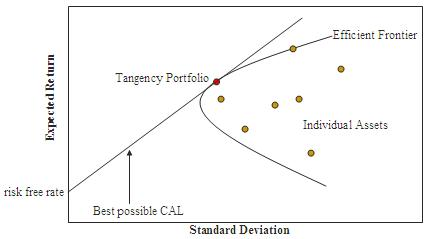
Frontera eficient. De vegades, la paràbola es denomina "bala de Markowitz" i és la frontera eficient si no hi ha cap actiu lliure de risc. Amb un actiu sense risc, la línia recta és la frontera eficient. Tingueu en compte que l'eix horitzontal s'ha d'etiquetar com a variància, no com a volatilitat.

La teoria moderna de carteres és una teoria de mitjana-variància i compara el retorn esperat (mitjà) d'una cartera amb la variància de la mateixa cartera. La imatge mostra el retorn esperat de l'eix vertical i l'eix horitzontal s'ha d'etiquetar com a variància en lloc de desviació estàndard (volatilitat). La variància és el quadrat de la volatilitat. L'espai de retorn-variància de vegades es denomina espai de "rendiment esperat vs risc". Totes les possibles combinacions d'actius de risc es poden representar en aquest espai de retorn esperat pel risc, i la recopilació de totes aquestes carteres possibles defineix una regió en aquest espai. El límit esquerre d'aquesta regió és parabòlic i la part superior del límit parabòlic és la frontera eficient en absència d'un actiu lliure de risc (de vegades anomenada "la bala de Markowitz"). Les combinacions al llarg d'aquest límit superior representen carteres (incloses les participacions de l'actiu lliure de risc) per a les quals hi ha un risc més baix per a un nivell determinat de rendiment esperat. Equivalentment, una cartera situada a la frontera eficient representa la combinació que ofereix el millor rendiment esperat possible per a un nivell de risc determinat. La tangent a la part superior del límit hiperbòlic és la línia d'assignació de capital (CAL).

Per al càlcul de la frontera eficient és preferible l'ús de matrius.
En forma matricial, per a una determinada "tolerància al risc" {\displaystyle q\in [0,\infty )}, la frontera eficient es troba minimitzant la següent expressió:
{\displaystyle w^{T}\Sigma w-q*R^{T}w}
on
- {\displaystyle w} és un vector dels pesos específics dels actius de la cartera i {\displaystyle \sum _{i}w_{i}=1.} (Els pesos poden ser negatius, la qual cosa significa que els inversors poden vendre a descobert.);
- {\displaystyle \Sigma } és la matriu de covariància per a les rendibilitats dels actius de la cartera;
- {\displaystyle q\geq 0} és un factor de la "tolerància al risc", on 0 correspon a la cartera amb risc mínim i {\displaystyle \infty } correspon a la cartera infinitament allunyada de la frontera amb la rendibilitat esperada i risc il·limitat; and
- {\displaystyle R} és un vector de rendibilitats esperades.
- {\displaystyle w^{T}\Sigma w} és la variància de la rendibilitat de la cartera.
- {\displaystyle R^{T}w} és la rendibilitat esperada de la cartera.

L'optimització anterior troba el punt de la frontera en el qual la inversa del pendent de la frontera seria q si es representés horitzontalment la variància de la rendibilitat de la cartera en lloc de la desviació estàndard. Tota la frontera és paramètrica a q.
Harry Markowitz va desenvolupar un procediment específic per resoldre el problema anterior, anomenat algoritme de línia crítica, que pot manejar restriccions lineals addicionals, límits superiors i inferiors als actius, i que es demostra que funciona amb una matriu de covariància definida semipositiva. Existeixen exemples d'implementació de l'algorisme de línia crítica a Visual Basic for Applications, a JavaScript i en alguns altres llenguatges.
A més, molts paquets de programari, inclosos MATLAB, Microsoft Excel, Mathematica i R, proporcionen rutines d’optimització genèriques de manera que és possible utilitzar-los per resoldre el problema anterior, amb possibles advertències (poca precisió numèrica, requisit de definició positiva de la matriu de covariància...).
Also, many software packages, including MATLAB, Microsoft Excel, Mathematica and R, provide generic optimization routines so that using these for solving the above problem is possible, with potential caveats (poor numerical accuracy, requirement of positive definiteness of the covariance matrix...).
Un enfocament alternatiu per especificar la frontera eficient és fer-ho paramètricament sobre la rendibilitat esperada de la cartera {\displaystyle R^{T}w.}. Aquesta versió del problema requereix que minimitzem
{\displaystyle w^{T}\Sigma w}
subjecte a
{\displaystyle R^{T}w=\mu }
per paràmetre {\displaystyle \mu }. Aquest problema es resol fàcilment mitjançant un multiplicador de Lagrange que condueix al següent sistema lineal d’equacions:
{\displaystyle {\begin{bmatrix}2\Sigma &-R\\R^{T}&0\end{bmatrix}}*{\begin{bmatrix}w\\\lambda \end{bmatrix}}={\begin{bmatrix}0\\\mu \end{bmatrix}}}